# RAC Tourist Trophy 1962

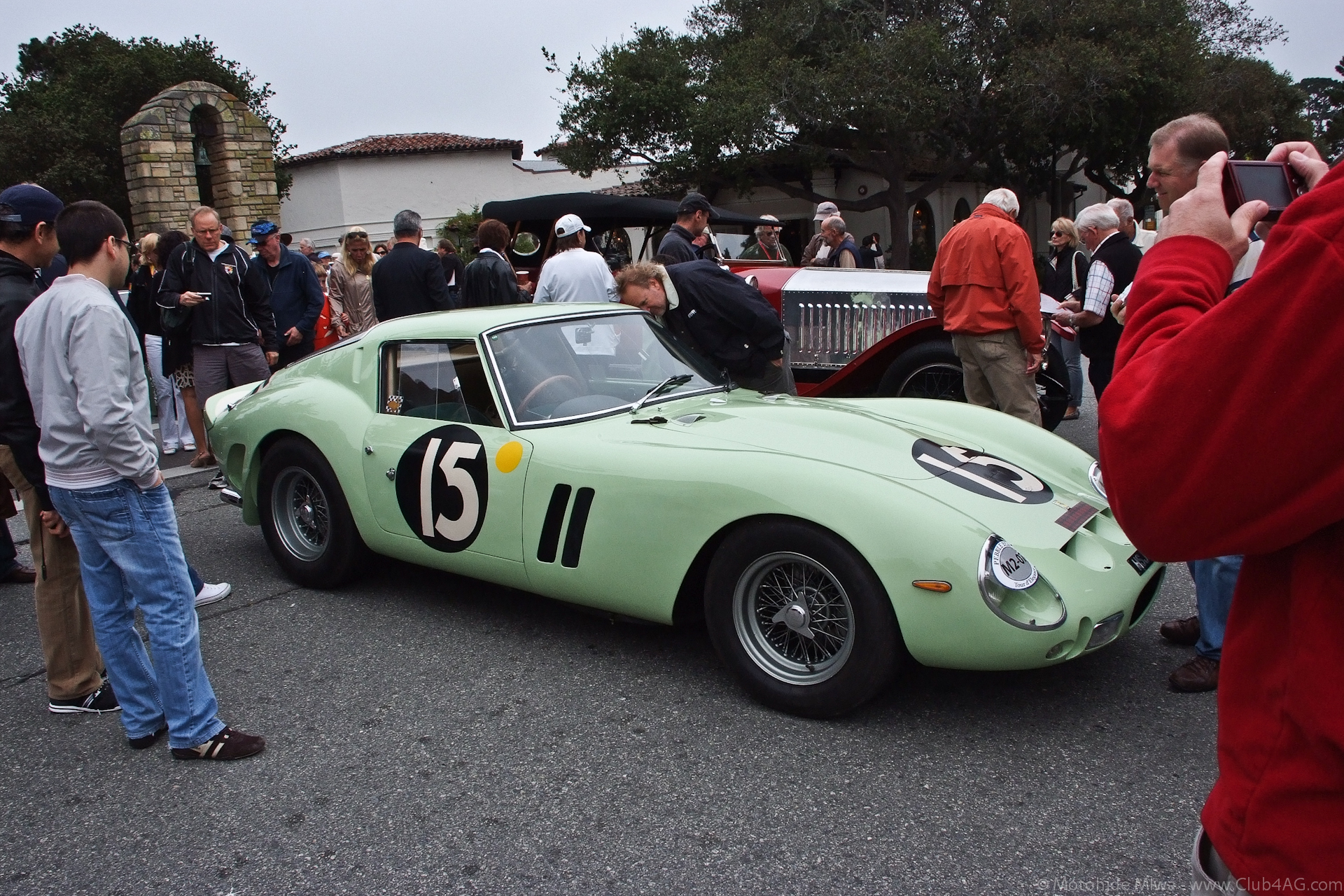
Der ehemalige B.R.P.-Ferrari 250 GTO mit der Startnummer 15; Siegerwagen der RAC Tourist Trophy 1962, hier bei den Monterey Historics 2011

Die 27. RAC Tourist Trophy, auch News of The World sponsor the 27th R.A.C. Tourist Trophy Race and The B.A.R.C. Formula Junior Championship, Goodwood, fand am 18. August 1962 auf der Rennstrecke von Goodwood statt und war der elfte Wertungslauf der Sportwagen-Weltmeisterschaft dieses Jahres.

## Das Rennen
Mit dem Beginn der Sportwagen-Weltmeisterschaft wurde 1953 die RAC Tourist Trophy in den Rennkalender aufgenommen. Das vom Royal Automobile Club organisierte Rennen war eine der ältesten Rennveranstaltungen in Großbritannien. 1905 wurde die Trophy erstmals auf dem Highroads Course auf der Isle of Man ausgetragen und endete mit einem Sieg von John Napier auf einem Arrol-Johnston.
Auch 1962 zählte das Rennen zur Weltmeisterschaft und wurde mit Fahrzeugen der GT-Klasse ausgefahren. Fahrerwechsel waren ursprünglich nicht vorgesehen, dennoch gingen einige Teams mit zwei Piloten pro Rennwagen an den Start. Gewonnen wurde die Veranstaltung von Innes Ireland auf einem von der British Racing Partnership gemeldeten Ferrari 250 GTO. Auch auf den Rängen zwei und drei kamen Ferrari 250 GTOs ins Ziel; gefahren von Graham Hill und Mike Parkes.

## Ergebnisse

### Schlussklassement
| 1               | GT + 2.0 | 15 | UDT-Laystall              | Innes Ireland                   | Ferrari 250 GTO             | 100 |
| 2               | GT + 2.0 | 10 | John Coombs               | Graham Hill                     | Ferrari 250 GTO             | 100 |
| 3               | GT + 2.0 | 3  | Equipe Endevour Maranello | Mike Parkes                     | Ferrari 250 GTO             | 100 |
| 4               | GT + 2.0 | 11 | John Coombs               | Roy Salvadori                   | Jaguar E-Type Lightweight   | 99  |
| 5               | GT + 2.0 | 8  | David Piper               | David Piper                     | Ferrari 250 GTO             | 98  |
| 6               | GT + 2.0 | 14 | Protheroe Cars            | Dick Protheroe                  | Jaguar E-Type               | 93  |
| 7               | GT 2.0   | 28 | Team Elite                | Clive Hunt                      | Lotus Elite                 | 90  |
| 8               | GT 2.0   | 33 | Morgan Motors             | Chris Lawrence                  | Morgan Plus 4               | 89  |
| 9               | GT 2.0   | 27 | Team Elite                | Gil Baird Trevor Taylor         | Lotus Elite                 | 88  |
| 10              | GT 2.0   | 20 | Ben Pon                   | Ben Pon                         | Porsche 356B Carrera Abarth | 87  |
| 11              | GT 2.0   | 37 | TVR Cars                  | Keith Ballisat                  | TVR Grantura                | 87  |
| 12              | GT 2.0   | 35 | A. B. Fraser              | Peter Harper                    | Sunbeam Alpine              | 86  |
| 13              | GT 2.0   | 30 | Farnborough Racing        | John Derisley John Nicholson    | Lotus Elite                 | 83  |
| 14              | GT 2.0   | 32 | Morgan Motors             | Philipp Arnold                  | Morgan Plus 4               | 83  |
| 15              | GT 2.0   | 29 | Farnborough Racing        | Dizzy Addicott Tom Threlfall    | Lotus Elite                 | 83  |
| 16              | GT + 2.0 | 1  | Winkelmann Racing         | Dan Collins Roy Winkelmann      | Chevrolet Corvette          | 79  |
| 17              | GT 2.0   | 25 | Team Elite                | Trevor Taylor Gil Baird         | Lotus Elite                 | 74  |
| 18              | GT 2.0   | 41 | John H. Gaston            | John Gaston Mike Wood           | Austin-Healey Sprite        | 72  |
| 19              | GT 2.0   | 22 | Les Leston                | Les Leston                      | Lotus Elite                 | 71  |
| 20              | GT 2.0   | 28 | John Coundley             | John Coundley Michael MacQuaker | Lotus Elite                 | 67  |
| Ausgefallen     |          |    |                           |                                 |                             |     |
| 21              | GT + 2.0 | 9  | Chris Kerrison            | Chris Kerrison Robin Benson     | Ferrari 250 GT SWB          | 91  |
| 22              | GT + 2.0 | 6  | Maranello Concessionaires | John Surtees                    | Ferrari 250 GTO             | 62  |
| 23              | GT + 2.0 | 2  | J. L. E. Ogier            | Jim Clark                       | Aston Martin DB4 GT         | 60  |
| 24              | GT 2.0   | 34 | Chris Barber              | John Whitmore                   | Lotus Elite                 | 50  |
| 25              | GT 2.0   | 24 | Alan B. Fraser            | Peter Pilsworth                 | Sunbeam Alpine              | 43  |
| 26              | GT 2.0   | 31 | Morgan Motors             | Richard Sheperd-Barron          | Morgan Plus 4               | 34  |
| 27              | GT 2.0   | 23 | Peter Jopp                | Peter Jopp                      | Lotus Elite                 | 24  |
| 28              | GT 2.0   | 42 | Farnborough Racing        | Jimmy Blumer                    | Lotus Elite 19              | 19  |
| 29              | GT + 2.0 | 12 | Peter Lumsden             | Peter Lumsden Peter Sargent     | Jaguar E-Type               | 17  |
| 30              | GT + 2.0 | 4  | Mike Salmon               | Mike Salmon                     | Aston Martin DB4 GT         | 11  |
| 31              | GT + 2.0 | 2  | J. L. E. Ogier            | Graham Warner                   | Aston Martin DB4 GT         | 10  |
| 32              | GT 2.0   | 39 | TVR Cars                  | Peter Bolton Rob Slotemaker     | TVR Grantura                | 10  |
| 33              | GT 2.0   | 36 | Alan B. Fraser            | Edward Cuff-Miller              | Sunbeam Harrington          | 1   |
| Nicht gestartet |          |    |                           |                                 |                             |     |
| 34              | GT 2.0   | 34 | TVR Cars                  | Rob Slotemaker                  | TVR Grantura                | 1   |

1 nicht gestartet

### Nur in der Meldeliste
Hier finden sich Teams, Fahrer und Fahrzeuge, die ursprünglich für das Rennen gemeldet waren, aber aus den unterschiedlichsten Gründen daran nicht teilnahmen.
| Pos. | Klasse   | Nr. | Team                      | Fahrer        | Chassis                         |
| ---- | -------- | --- | ------------------------- | ------------- | ------------------------------- |
| 35   | GT 2.0   | 43  | Kevin Buxton              | Kevin Buxton  | Lotus Elite                     |
| 36   | GT + 2.0 | 7   | Maranello Concessionaires | Stirling Moss | Ferrari 250 GTO                 |
| 37   | GT 2.0   | 21  | Gerhard Koch              | Gerhard Koch  | Porsche 356B Carrera Abarth GTL |
| 38   | GT 2.0   | 40  | RAF Motor Sports          | Ken Mackenzie | Turner GT II                    |

### Klassensieger
| Klasse   | Fahrer        | Fahrzeug        | Platzierung im Gesamtklassement |
| -------- | ------------- | --------------- | ------------------------------- |
| GT + 2.0 | Innes Ireland | Ferrari 250 GTO | Gesamtsieg                      |
| GT 2.0   | Clive Hunt    | Lotus Elite     | Rang 7                          |

### Renndaten
- Gemeldet: 38
- Gestartet: 33
- Gewertet: 20
- Rennklassen: 2
- Zuschauer: 25000
- Wetter am Renntag: warm und trocken
- Streckenlänge: 3,862 km
- Fahrzeit des Siegerteams: 2:33:06,800 Stunden
- Gesamtrunden des Siegerteams: 100
- Gesamtdistanz des Siegerteams: 621,596 km
- Siegerschnitt: 151,356 km/h
- Pole Position: Innes Ireland – Ferrari 250 GTO (#15) – 1:28,400 = 157,294 km/h
- Schnellste Rennrunde: John Surtees – Ferrari 250 GTO (#6) – 1:28,600 = 156,938 km/h
- Rennserie: 11. Lauf zur Sportwagen-Weltmeisterschaft 1962